# Fairlee (Vermont)
Fairlee es un pueblo ubicado en el condado de Orange en el estado estadounidense de Vermont. En el año 2010 tenía una población de 977 habitantes y una densidad poblacional de 17,76 personas por km².

## Geografía
Fairlee se encuentra ubicado en las coordenadas 43°56′14″N 72°10′05″O / 43.93722, -72.16806.

## Demografía
Según la Oficina del Censo en 2000 los ingresos medios por hogar en la localidad eran de $44,018 y los ingresos medios por familia eran $48,250. Los hombres tenían unos ingresos medios de $31,736 frente a los $25,217 para las mujeres. La renta per cápita para la localidad era de $18,454. Alrededor del 5.6% de la población estaba por debajo del umbral de pobreza.